# Trioza quadripunctata
Trioza quadripunctata är en insektsart som beskrevs av Crawford 1910. Trioza quadripunctata ingår i släktet Trioza och familjen spetsbladloppor. Inga underarter finns listade i Catalogue of Life.